# Amblypygi
Los amblipigios (Amblypygi, del griego amblys, "frágil" o "débil" y pygé, "ancas" o "patas") es un orden de arácnidos compuesto por unas 136 especies, típicamente tropicales, de América, África y Asia, y con dos especies (Charinus ionnaticus Kritscher, 1959, y Sarax mediterraneus Delle Cave, 1986) en Grecia (islas de Rodas y Kos). Los amblipigidos o amblipigios tienden a reproducirse de inmediato, buscan zonas oscuras y húmedas, por lo que es común encontrarlos en los baños de las casas o sótanos, sin embargo, ni son peligrosos ni representan peligro para el ser humano y no son de importancia médica debido a que no contienen veneno. Son muy tímidos y poco agresivos. Fungen como control biológico de insectos, como cucarachas, por lo que se sugiere no matarlos. La característica más peculiar es la forma del primer par de patas, mucho más largas que las demás y con función táctil.
Reciben distintos nombres comunes según las regiones (guabá, tendarapos, casimpulgas, canclos o cancles, arañas corazón, arañas látigo, arañas estrella, madres de alacrán, alacranes rey, escorpiones sin cola, limpia casas, tenanche, tendarapo, vinagrillos, cancreo, etc.); se les acostumbra a confundir con arañas, causando espanto y repugnancia a la población, que suele considerarlos peligrosos.

## Morfología

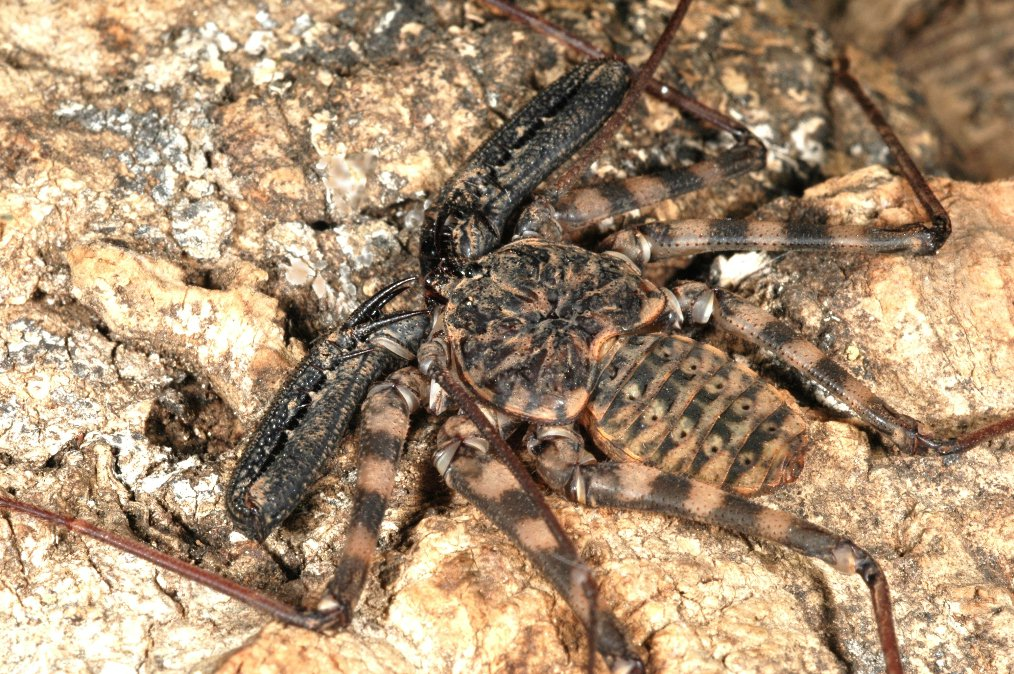
Damon diadema.

Su tamaño oscila entre los 0,4 y los 4,5 cm. El cuerpo está deprimido y es de color castaño; muestra dos regiones diferenciadas, el prosoma y el opistosoma, que están separadas por una estrecha cintura. El prosoma es ancho y aplanado, en forma de escudo, con dos ojos centrales y tres a ambos lados, próximos al margen frontal; algunas especies carecen de ojos. El opistosoma consta de 12 segmentos; el orificio genital se abre en el segundo esternito y está cubierto por un gran opérculo, bajo el cual también desemboca el primer par de órganos respiratorios (filotráqueas), mientras que el segundo par se abre en el tercer esternito.
Los quelíceros son similares a los de los araneidos, con un artejo final en forma de uña, pero sin glándula venenosa y con un órgano estridulador en su cara interna. Los pedipalpos son grandes, muy aparentes, y provistos de numerosas espinas, que dan al animal un aspecto temible; el tarso puede plegarse sobre las espinas de la tibia lo que utiliza para cazar sus presas y como mecanismo de defensa. El primer par de patas es extraordinariamente largo (hasta 30 cm), anteniforme, con la tibia y el tarso multiarticulados; su función no es locomotora sino táctil y quimiorreceptora; siempre están dirigidos hacia adelante y hacia los lados y van palpando continuamente el terreno; tienen gran importancia en la localización de las presas, ya que los amblipigios cazan de noche. Los otros tres pares de patas son marchadoras y también considerablemente largas.

## Ecología y biología

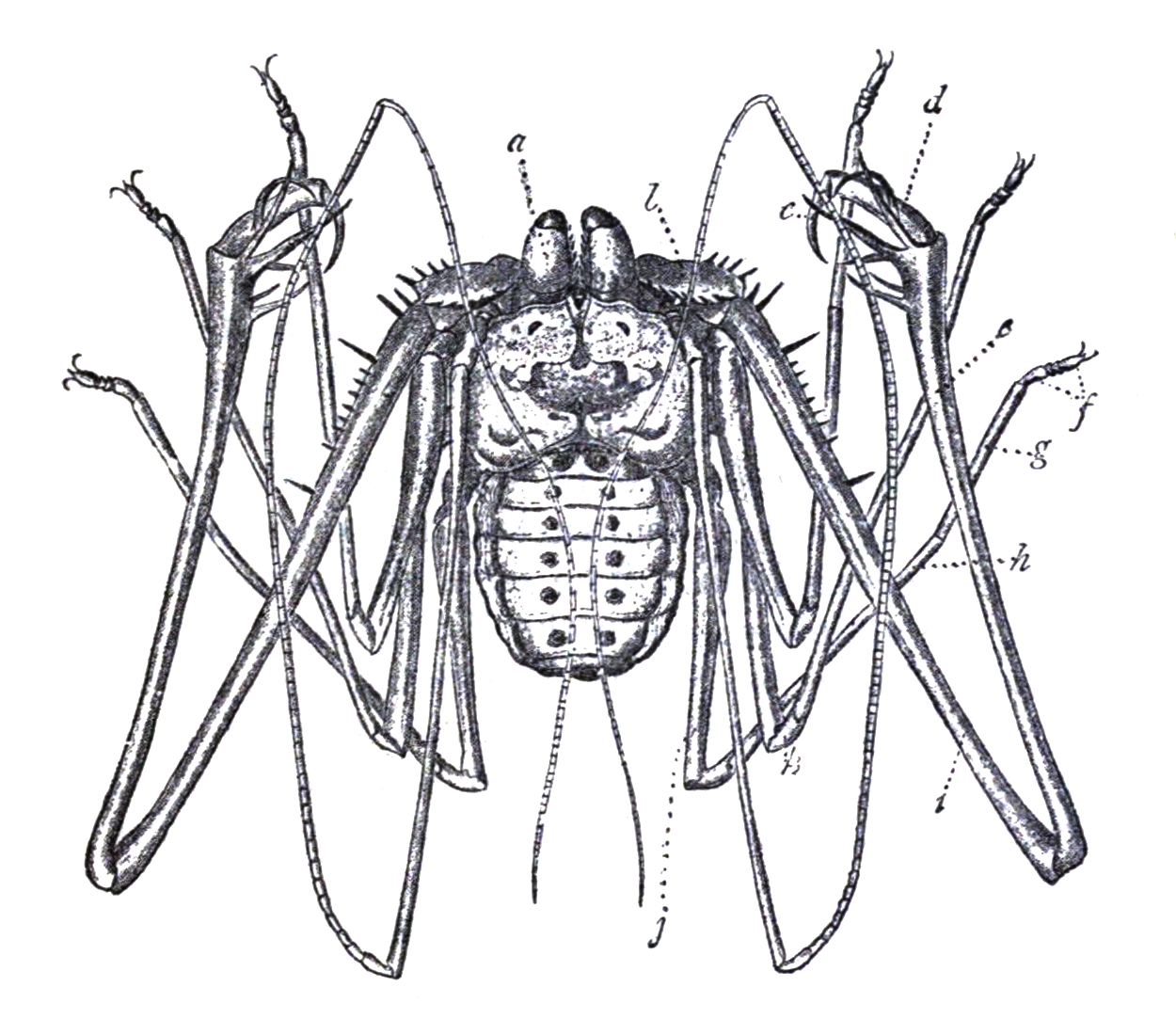
Anatomía externa de un amblipigio, según Pocock (1900).

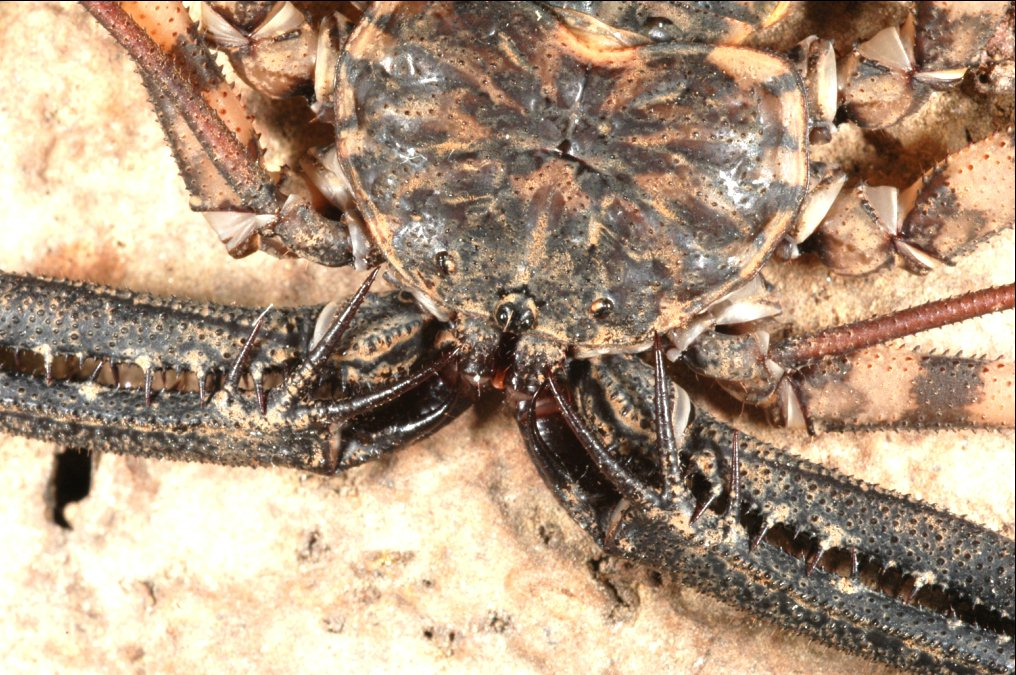
Detalle del prosoma de Damon diadema.

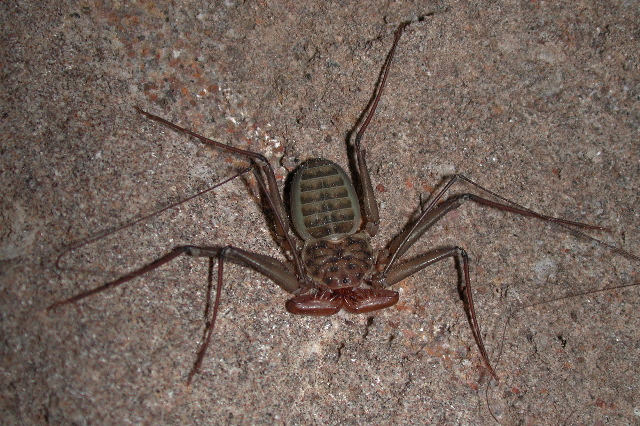
Paraphrynus mexicanus

La hembra transporta la puesta (hasta 60 huevos) en la parte ventral del opistosoma. Cuando nacen las crías, trepan al dorso del opistosoma y son transportadas por la madre hasta la primera muda, cuando se dispersan y hacen vida independiente.
Los amblipigios son lucífugos y nocturnos, refugiándose durante el día bajo piedras, en oquedades de las rocas o bajo la corteza de los árboles. Por la noche deambulan en busca de presas (cucarachas, ortópteros, termitas), tanteando continuamente el entorno con sus patas sensoriales; una vez localizada la capturan con los pedipalpos y la perforan con los quelíceros, succionando sus fluidos corporales. Cuando se les molesta se inmovilizan, pero pueden correr muy rápido si se les acosa. Muchas especies viven en cuevas, donde se localizan en las paredes y el techo.
La mayoría de los amblipigios son hidrófilos y pocas especies resisten mucho tiempo en entornos secos; beben agua y probablemente perciben la presencia de agua con algún tipo de seda sensorial.

## Filogenia
Se conocen fósiles de amblipigios desde el Carbonífero superior (hace unos 300 millones de años), tales como Weygoldtina.
Todos los estudios recientes sobre la filogenia de Arachnida apoyan la monofilia del clado formado por Araneae, Amblypygi, Schizomida y Uropygi. A dicho clado se le ha denominado de diferentes modos (Caulogastra, Megoperculata, Arachnidea), aunque el nombre más usado es el de Tetrapulmonata, que hace referencia a su principal característica común, la presencia de dos pares de filotráqueas (pulmones en libro) (a veces modificadas o reducidas secundariamente); otras sinapomorfías son la presencia de un estrechamiento (pedicelo o cintura) entre prosoma y opistosoma, un estómago succionador postcerebral, y quelíceros en forma de navaja plegable.
Las relaciones de los Amblypygi con los demás Tetrapulmonata aún no están claras. Los análisis de datos morfológicos tienden a acercarlos los Araneidos, en el clado Labellata (cladograma A); los datos moleculares sostienen que los amblipigios estarían más relacionados con Uropigios y Esquizómidos, formando el clado Pedipalpi (cladograma B):
| ___ | Araneae   |
|     | Araneae   |
|     | Amblypygi |
|     |           |

|  | Uropygi    |
|  |            |
|  | Schizomida |
|  |            |

| ___ | Araneae   |
|     | Araneae   |
|     | Amblypygi |
|     |           |

|  | Uropygi    |
|  |            |
|  | Schizomida |
|  |            |

| ___ | Araneae   |
|     | Araneae   |
|     | Amblypygi |
|     |           |

|  | Uropygi    |
|  |            |
|  | Schizomida |
|  |            |

| ___ | Araneae   |
|     | Araneae   |
|     | Amblypygi |
|     |           |

|  | Uropygi    |
|  |            |
|  | Schizomida |
|  |            |

| ___ | Amblypygi                                                          |
|     | Amblypygi                                                          |
|     | \| ___ \| Uropygi \| \| \| Uropygi \| \| \| Schizomida \| \| \| \| |
|     |                                                                    |
| ___ | Uropygi                                                            |
|     | Uropygi                                                            |
|     | Schizomida                                                         |
|     |                                                                    |

| ___ | Uropygi    |
|     | Uropygi    |
|     | Schizomida |
|     |            |

| ___ | Amblypygi                                                          |
|     | Amblypygi                                                          |
|     | \| ___ \| Uropygi \| \| \| Uropygi \| \| \| Schizomida \| \| \| \| |
|     |                                                                    |
| ___ | Uropygi                                                            |
|     | Uropygi                                                            |
|     | Schizomida                                                         |
|     |                                                                    |

| ___ | Uropygi    |
|     | Uropygi    |
|     | Schizomida |
|     |            |

| ___ | Amblypygi                                                          |
|     | Amblypygi                                                          |
|     | \| ___ \| Uropygi \| \| \| Uropygi \| \| \| Schizomida \| \| \| \| |
|     |                                                                    |
| ___ | Uropygi                                                            |
|     | Uropygi                                                            |
|     | Schizomida                                                         |
|     |                                                                    |

| ___ | Uropygi    |
|     | Uropygi    |
|     | Schizomida |
|     |            |

| ___ | Amblypygi                                                          |
|     | Amblypygi                                                          |
|     | \| ___ \| Uropygi \| \| \| Uropygi \| \| \| Schizomida \| \| \| \| |
|     |                                                                    |
| ___ | Uropygi                                                            |
|     | Uropygi                                                            |
|     | Schizomida                                                         |
|     |                                                                    |

| ___ | Uropygi    |
|     | Uropygi    |
|     | Schizomida |
|     |            |

## Taxonomía
La clasificación de los amblipigios es la siguiente:
- Suborden Euamblypygi

Infraorden Charinina
Superfamilia Charinoidea
Familia Charinidae (51 especies)
Infraorden Neoamblypygi
Superfamilia Charontoidea
Familia Charontidae (12 especies)
Superfamilia Phrynoidea
Familia Phrynichidae (36 especies)
Familia Phrynidae (59 especies)
- Suborden Paleoamblypygi

Superfamilia Paracharontoidea
Familia Paracharontidae (1 especie)